# Erasippo
Nella mitologia greca, Erasippo era il nome del figlio di Lisippe e di Eracle.

## Il mito
La madre rimase incinta come le sue 49 sorelle dall'eroe che era venuto ospite in casa del padre, Erasippo e gli altri facevano parte dei Tespiadi.